# راجر کلوگه
راجر کلوگه (آلمانی: Roger Kluge؛ زادهٔ ۵ فوریهٔ ۱۹۸۶) دوچرخه‌سوار اهل آلمان است.
از باشگاه‌هایی که در آن بازی کرده‌است می‌توان به آی‌ای‌ام سایکلینگ، تیم میلرام، تیم سانوب، بورا–هانسگروهه و تیم اوریکا–اسکات اشاره کرد.
وی در مسابقات بین‌المللی در مجموع برندهٔ ۱ مدال طلا و ۲ مدال نقره شده‌است.